# Declaração de Independência (Uruguai)

Bandeira dos Trinta e três Orientais

No Uruguai, a expressão Declaração de Independência (em espanhol: Declaratoria de la independencia) refere-se ao ato realizado em 25 de agosto de 1825 pelo Congresso de Florida, integrado por representantes dos cabildos dos povos da Província Oriental. Por meio deste, a Província Oriental proclamava sua independência do Império do Brasil e se declarava parte das Províncias Unidas do Rio da Prata; pelo mesmo, não se tratou de uma declaração de independência de uma nação autónoma, ainda que expressasse sua soberania.
As deliberações aconteceram no lugar conhecido como Pedra Alta, próximo da cidade de Florida, a 98 km da capital Montevidéu. Esta declaração também é conhecida como «de Florida» ou «da Pedra Alta». Suas três leis também recebem o nome de «Leis de Florida» ou «Leis fundamentais de 1825».

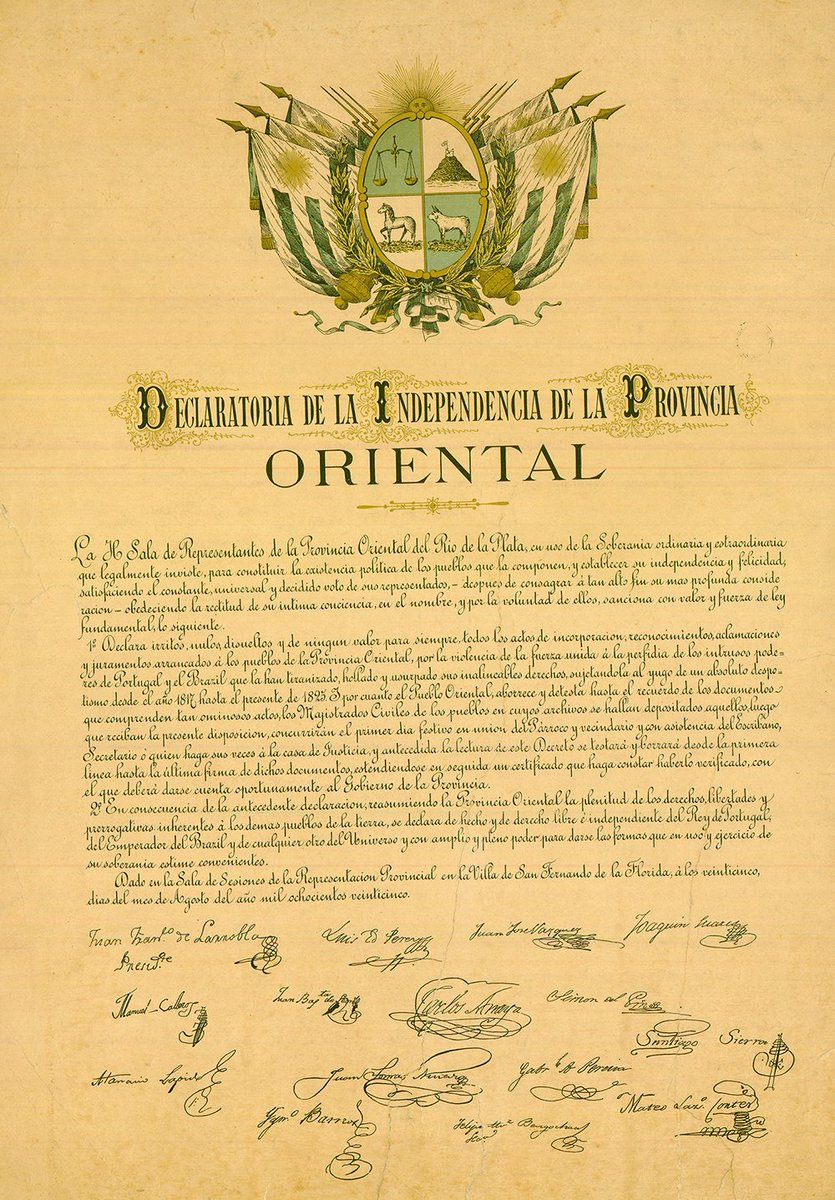
Fac-símile da versão manuscrita da Lei da Independência

Foi a continuação do processo histórico iniciado com o desembarque da cruzada libertadora, em 19 de abril de 1825, conhecido como desembarque dos Trinta e três Orientais, comandados por Juan Antonio Lavalleja, e um dos pontos álgidos do   processo independentista oriental, que culminou no Juramento da Constituição, em 1830.
Em 25 de agosto de 1825, declararam-se três leis:
- Lei de Independência: com respeito ao Império do Brasil, Portugal e qualquer outro poder estrangeiro.

- Lei de União: da Província Oriental às Províncias Unidas do Rio da Prata.

- Lei de Pavilhão: que estabeleceu como pavilhão da Província Oriental a tricolor: «celeste, branca e punzó».

A assembleia de 25 de agosto de 1825, foi presidida pelo presbítero Juan Francisco Larrobla.